# Distretto elettorale di Epupa
Il distretto elettorale di Epupa è un distretto elettorale della Namibia situato nella Regione del Kunene con 17.696 abitanti al censimento del 2011. Il capoluogo è la città di Epupa.